# Zuchtring

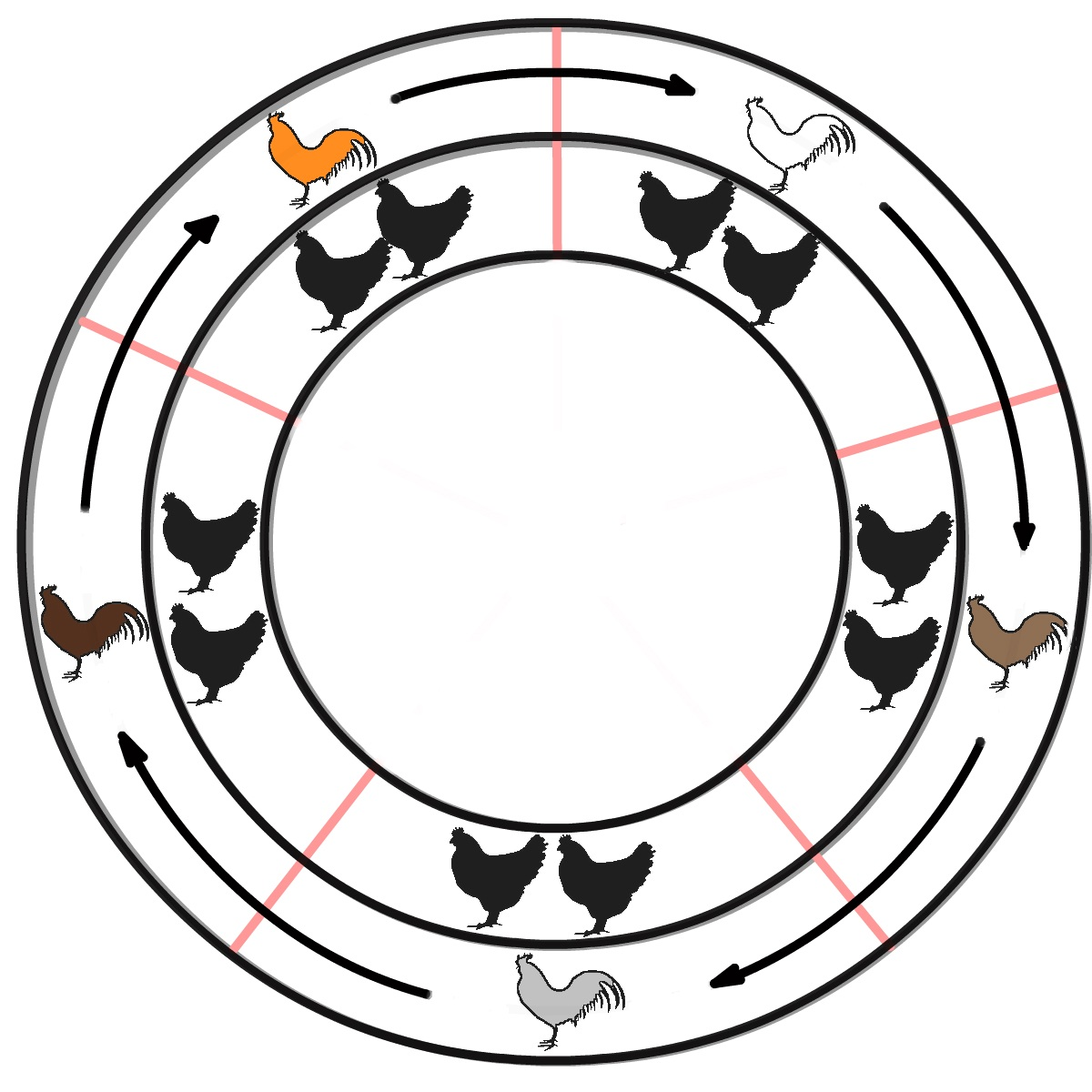
Zuchtring mit Hahnetausch

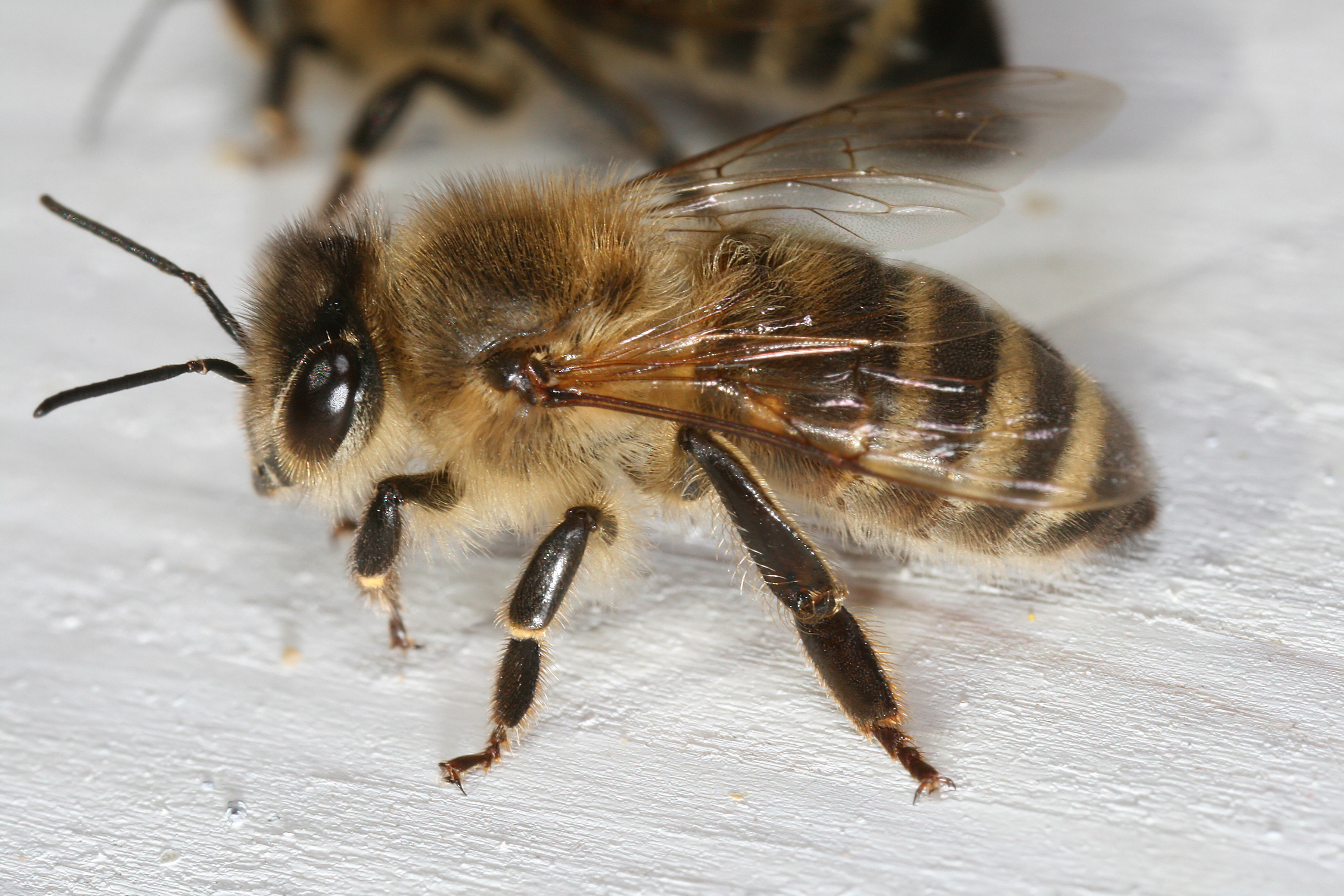
Carnicabiene

Ein Zuchtring ist eine Form der Gemeinschaftstierzucht, in der mehrere Züchter einer Rasse durch einen systematischen Austausch von Tieren versuchen, Inzucht zu vermeiden und gegebenenfalls fest definierte Zuchtziele zu erreichen. Das Konzept wird in der Erhaltungszucht von seltenen oder bedrohten Nutztierrassen angewandt.

## Tierarten
Zuchtringe existieren für diverse Nutztiere, anfangs für Bienen, später auch für Hausschweine, Puten, Gänse und in den letzten Jahren zunehmend für Haushühner. Für Wildtiere in Zoos bestehen vergleichbare Erhaltungszuchtprogramme.

## Vorgehen
Es findet eine meist jährliche Rotation von Tieren aus und zu den jeweiligen Zuchteinheiten statt. Die Auswahl der Zuchttiere geschieht nach festen Kriterien, die Dokumentation erfolgt in einem Zuchtbuch Je nach Tierart und Zuchtkonzept wird eine Rotation durch die Weitergabe von männlichen Tieren, weiblichen Tieren (Stockmüttern) oder Bruteiern durchgeführt.

## Weblink
- Die Initiative zur Erhaltung alter Geflügelrassen (fünf angeschlossene Zuchtringe)